# Башинджагян Сергій Захарович
Сергій Захарович Башинджагян (нар. 1 грудня 1869, Сігнагі — пом. 12 грудня 1944, Баку) — вчений в галузі виноградарства, садівництва і виноробства. Професор з 1930 року.

## Біографія
Народився 1 грудня 1869 року у місті Сігнагі (нині Грузія). 1898 року закінчив сільськогосподарський факультет Ризького політехнічного інституту. У 1898-1930 роках на керівній посаді й науково-педагогічній роботі. У 1930-1944 роках завідувач кафедрою виноградарства і виноробства Азербайджанського сільськогосподарського інституту.
Помер в Баку 12 грудня 1944 року.

## Наукова діяльність
Основні роботи вченого присвячені вивченню питань помології, сортового складу виноградників Азербайджану, боротьби з філоксерою, складанню ампелографії сортів і інше. 1923 року в Баку ним організована енохімічна лабораторія. Автор понад 100 наукових статей. Серед робіт:
- Положение виноградарства в Азербайджане в связи с появлением филлоксеры. — Вестник виноделия Украины, 1926, № 11;
- Перспективы виноградарства Азербайджана. — Вестник виноделия Украины, 1927, № 3;
- Современное положение виноградного хозяйства Азербайджана и меры к его улучшению. — Вестник виноделия Украины, 1929, № 8, № 9;
- Гянжинский винодельческий район. — Вестник виноградарства, виноделия и виноторговли СССР, 1931, № 2. Г. М. Гаджиев, Кировабад.

## Відзнаки
- Заслужений діяч науки Азербайджанської РСР з 1940 року;
- Нагороджений орденом Трудового Червоного Прапора.